# Neacomys aletheia
Neacomys aletheia — вид мишоподібних гризунів родини хом'якових (Cricetidae). Описаний у 2021 році.

## Поширення
Поширений в західному регіоні Амазонки на заході Бразилії та сході Перу.